# Puerto Varas
Puerto Varas est une ville et une commune du Chili située dans la province de Llanquihue dans la Région des Lacs, près du lac Llanquihue et au sud du pays. En 2012, la population de la commune s'élevait à 37 569 habitants. La superficie de la commune est de 4 065 km2 (densité de 9 hab./km2). Puerto Varas se trouve dans le district électoral N° 56 et appartient à la 17e circonscription sénatoriale (Los Lagos Sur),.

## Historique
La ville est née de la colonisation allemande entre les années 1852 et 1853 elle conserve donc des racines allemandes profondes.

## Galerie

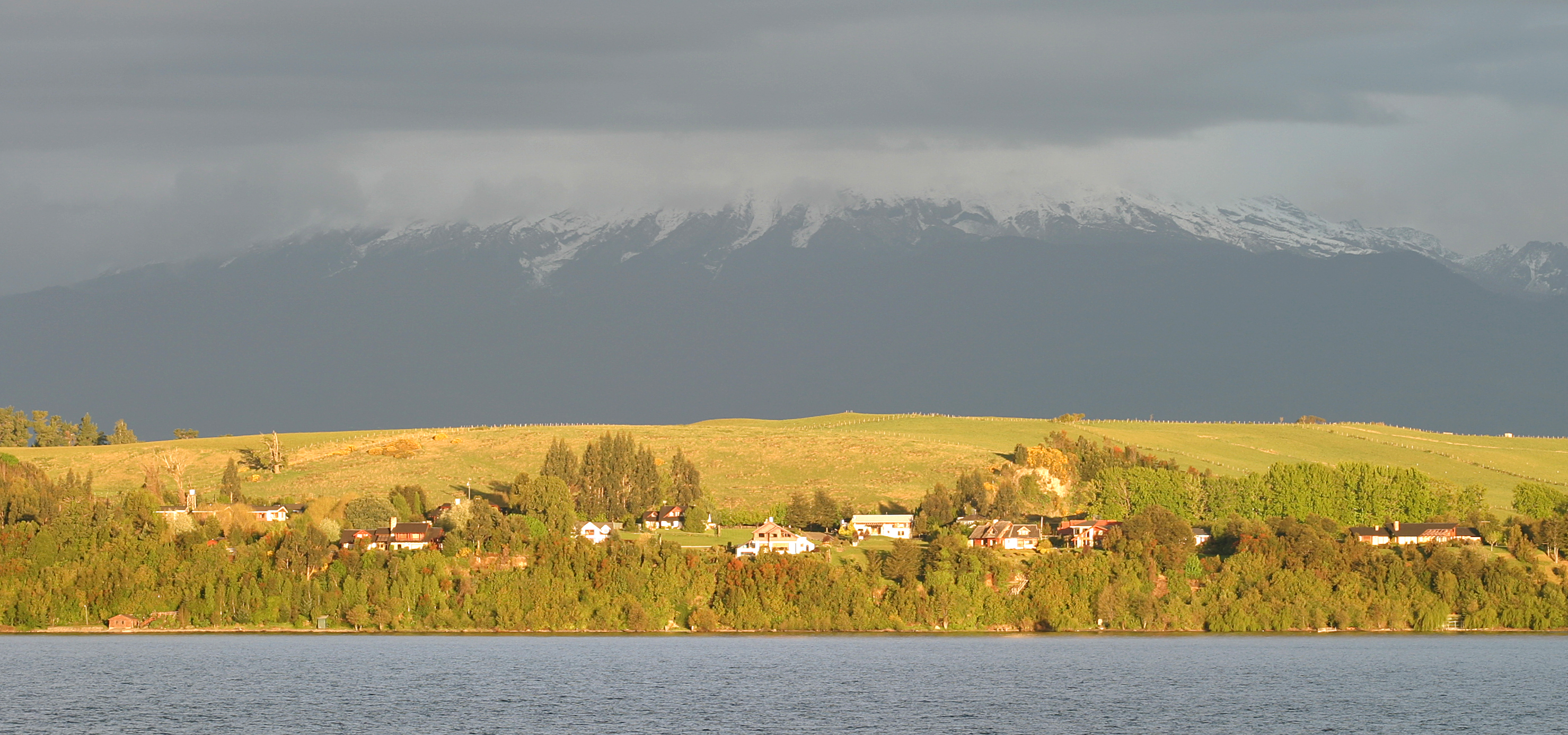

Position de Puerto Varas (en rouge) au sein de la Région des Lacs.

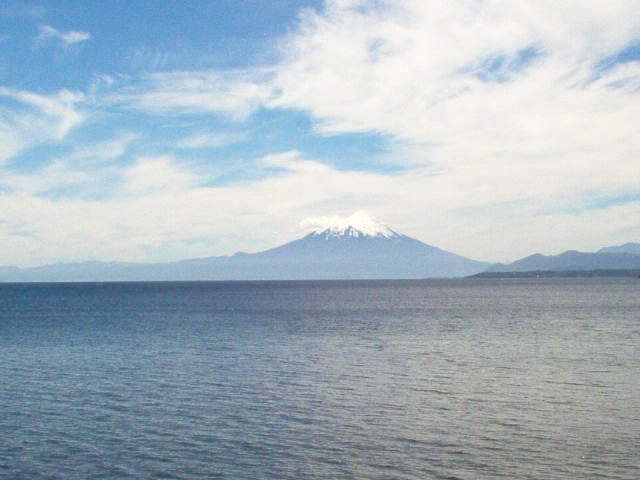
Lac Llanquihue.
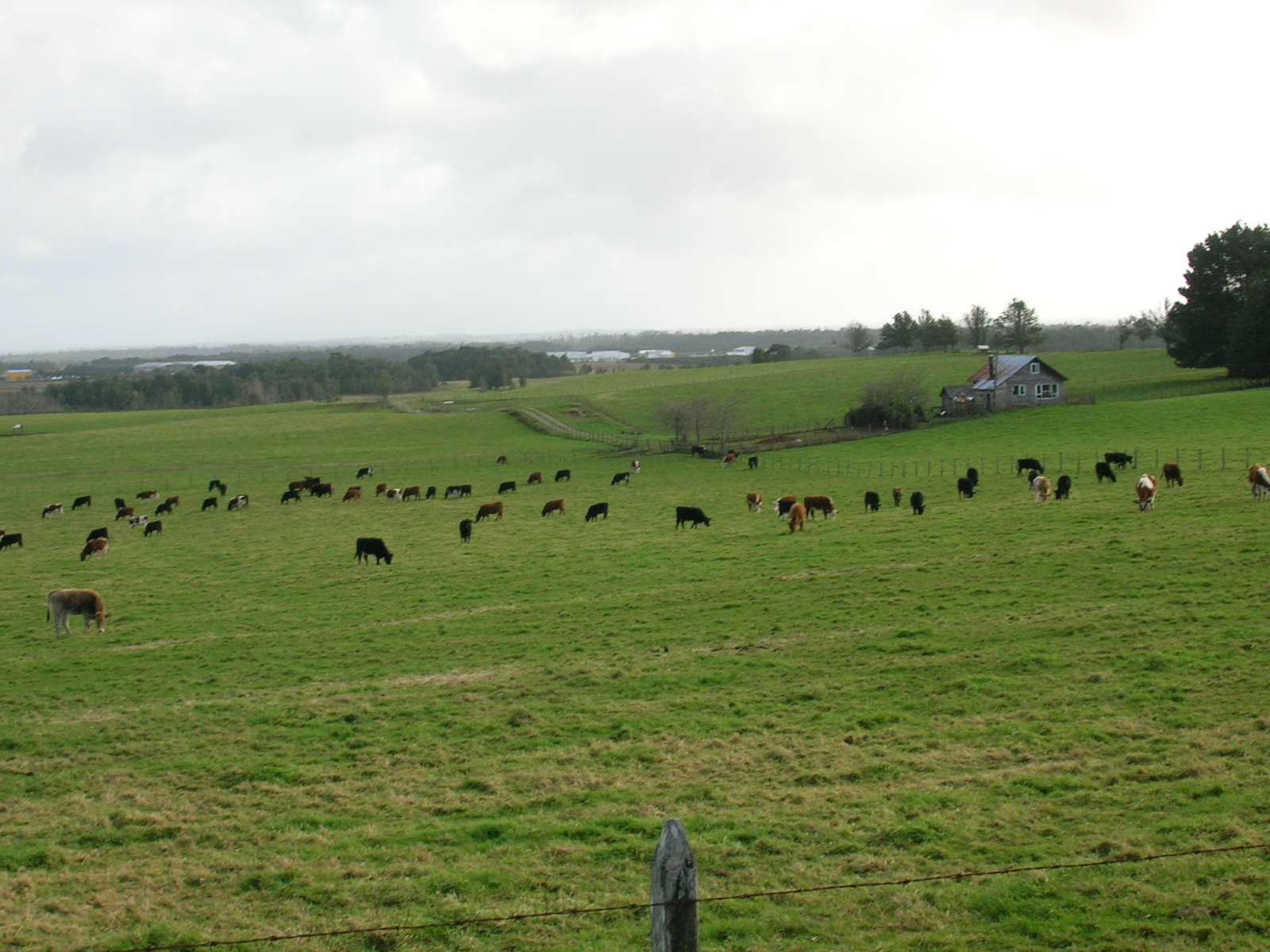